# إيلين أباد
إيلين أنتونييتا بيريز أرغينزونيس Eylin Antonieta Pérez Arguinzones ؛مواليد كراكاس، فنزويلا، 15 نوفمبر 1973)، المعروفه باسم إيلين أباد، ممثلة فنزويلية وعارضة أزياء فنزويلية.

## السيرة الداتية
درست عباد الدراما في مدرسة جوانا سوجو للفنون المسرحية. وقد أعطاها عمله في فنزويلا والمكسيك وكولومبيا اعترافا دوليا. بعض الإنتاجات التي شارك فيها آباد هي، Por estas calles؛ Amores de fin de siglo؛ Contra viento y marea؛Calipso؛ Niña mimada؛ El amor de mi vida.
من بين الجوائز التي حصل عليها : Las Palmas de Oro؛ Premio Nacional Casa del Artista .
وقد شاركت في العديد من الإنتاجات في الشاشة الكبيرة أبرزها. (1995 Un tiro en la espalda طوكيو باراغوايبوا Tokyo Paraguaipoa عام 1996؛ بين الكذب Entre mentiras عام 1996)؛ بييل Piel عام 1998) ؛و بوراس جويتاس Puras joyitas عام 2007).
في عام 2012 عاد إلى Venevisión باعتبارها واحدة من انجح اعمالها في الأوبرا الصابون Mi ex me tiene ganas، الذي شاركت فيه الادوار مع دانييلا ألفارادو Daniela Alvarado و انجليكا بيكادو Angélica Pecado ولوتشيانو Luciano D' Alessandro .
في عام 2013 شاركت في إنتاج Las Bandidas على قناةRTI Producciones في Televisa، التي تم تسجيلها في فنزويلا. في النهاية عادت إلى العمل بإنتاج مشترك بين RTI PRODUCCIONES و Televisa.
في عام 2016، عادت إلى Venevisión وشاركت في Entre tu amor y mi amor، وجسدت دور أليسيا بياتريسAlicia Beatriz، بدأت التسجيلات في 14 سبتمبر 2015 وعرض لأول مرة في 15 يونيو 2016.

## أعمالها
| 2016 | Entre tu amor y mi amor | Alicia Monserrat Caicedo        |
| 2014 | Virgen de la calle      | Ana María Pérez                 |
| 2013 | Las Bandidas            | Miriam                          |
| 2012 | Mi ex me tiene ganas    | Karen Miller Holt de Prada      |
| 2010 | Los Victorinos          | Lucía                           |
| 2009 | Los misterios del amor  | Isabella Román                  |
| 2009 | Condesa por amor        | Ana Paula Treviño               |
| 2007 | Arroz con leche         | Belén Pacheco de Morales        |
| 2005 | La tormenta             | Valentina Ayala                 |
| 2004 | Negra consentida        | Isadora Russian                 |
| 2002 | Mambo y canela          | Victoria "Vicky"                |
| 2001 | La soberana             | Ana Ozores                      |
| 2000 | Angélica Pecado         | Malena Vallejo                  |
| 1999 | Besos prohibidos        | Florencia                       |
| 1999 | Calypso                 | Yolanda Pujol de Martínez       |
| 1998 | El amor de mi vida      | Patricia                        |
| 1998 | Niña mimada             | Patricia Echegaray              |
| 1997 | Contra viento y marea   | Isabela Millán Borges "La Nena" |
| 1995 | Amores de fin de siglo  |                                 |
| 1994 | Por estas calles        | Mariela                         |

### أفلام
- Un tiro en la espalda
- Tokyo Paraguaipoa en 1996[6]
- Antes de morir
- La primera vez[5]
- Piel
- Entre mentiras
- Puras joyitas[7]
- Muchacho Solitario

### قائمة Unitarians
- La Madre María de San José
- Doble Vida
- Felizmente Casada
- La Confesión
- Sagrada Familia
- Leonor
- La vida es una cebolla
- Decisiones

### مسرح
En teatro, ha destacado en obras como:
- Intriga y Amor de Schiller donde personificó a Lady Milford,
- El casamiento forzoso de موليير (Dorimea),
- Las preciosas ridículas de موليير (Madelón),
- La señorita Julia de أوغست ستريندبرغ (Julia),
- Fuenteovejuna de لوبي دي فيغا (Laurencia),
- La Hora Menguada de رومولو جايجوس (Enriqueta)
- Altitud 3200 de Julien Lucharle (Zizi).

### عملت في
- Cigarrillos Derby (الإكوادور)
- Pastillas Doll (فنزويلا)
- فيليب موريس (كوستاريكا)
- Zapatos Kickers
- Pantalones Didijin y Minelli (Venezuela)

## وصلات خارجية
- إيلين أباد على موقع IMDb (الإنجليزية)
- إيلين أباد على موقع قاعدة بيانات الفيلم (الإنجليزية)